# 舞獅
舞獅是一種東亞民間傳統表演藝術，通過漢字文化圈和華人在世界各地進行傳播，舞獅亦跟隨著華人移居海外而聞名世界，比如马来西亚等地相當盛行。英國、美國、新加坡、澳洲、加拿大的華埠，每年舞龍、舞獅都是必備的節目。漢族舞獅的傳播也能印尼、菲律賓找到，并且曾被當地政府禁止過。亞洲各地都有各自的舞獅文化歷史，如日本、韓國、西藏舞獅的外貌, 形態, 表演形式及信仰傳統都有獨特的詮譯。

## 起源

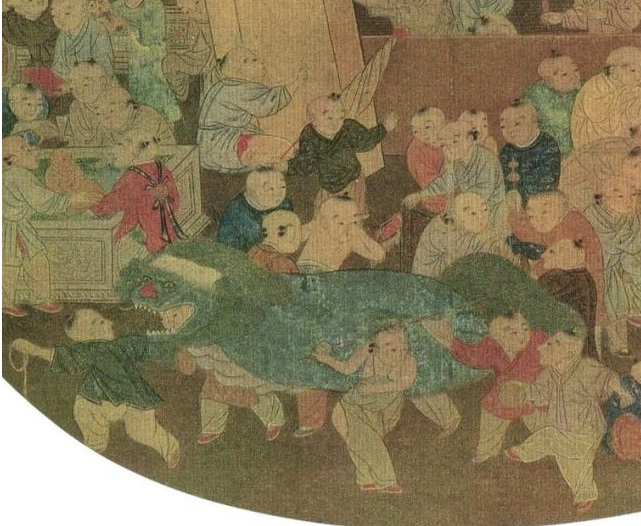
宋代蘇漢臣所繪的《百子嬉春圖頁》，描繪了孩子們舞獅的場景

歷史上的中國本身沒有獅子，由漢朝開始，首次有少量真獅子從西域傳入，傳說當時的人模仿其外貌、動作作戲，至三國時發展成舞獅；南北朝時隨佛教興起而開始盛行於民間。

### 「獅子」神話起源
香港歷史文化研究學者葉德平引述典籍梳理了「獅子」神話在中國起源各種說法：

#### (一）神話生物說
「獅子」即是「師子」，是一種來自古印度的神話生物，和“龍”、“麒麟”、“貔貅”一樣是虛構的靈獸。傳說「師子」是文殊菩薩的座騎，又稱「虬首仙」或「青毛獅」，形似猛虎，頭頂有獨角，滿身青色鬃毛，與「四靈」之一的麒麟一樣，同是辟邪去惡的吉祥瑞獸。西漢時期，佛教傳入中國，後來「師子」神話結合舞蹈發展成民間宗教儀式，用以祈求神明庇佑。

#### (二）西域貢品說
有關獅子的記載最早見於西漢初年。據《漢書·西域傳》說，漢代文帝、景帝之時，天竺、獅子國的外使向漢室贈送異獸作朝貢，「獅子」、「钜象」、「汗血馬」與「大雀」等動物都被視作奇珍異獸。「獅子」亦以傳說瑞獸「師子」命名，而這些西域貢品都被「養食於外囿」(於園子裏飼養)，隨之，漢室宮庭的藝術部門模仿真獅外形，創作各種藝術娛樂。其後的《後漢書》曾多次記錄月氏、疏勒國等進獻獅子。

### 舞獅文化起源

#### 三國
史書《漢書禮樂志》中提到「象人」，據三國(220年）時的解釋，就是扮演“魚、蝦、獅”的藝人，但未有詳述藝人的表演方式。

#### 北魏
雖然漢代已有獅子的足跡，然而舞獅活動卻要在五百多年後的北魏時期（386－534年）才見蹤影。據北魏人楊衒之《洛陽伽藍記》（成書於547年）卷一記載，洛陽長秋寺佛像出遊的時候，狮子作為「辟邪」靈物，「導引其前」，為後面「吞刀吐火」的雜耍伶人及佛教儀隊開路。然而卻沒有說明舞獅表演的具體模式。
相傳魏太武帝征戰西域俘虜大量胡人，之後下令他們獻舞，俘虜們便用木頭雕刻了獅子的頭部，雕刻了兩大五小然後三十餘人批獸皮，集八音，在殿前起舞，魏太武帝龍顏大悅，賜名「北魏瑞獅」，之後北獅便在北方流⁸傳開來。

#### 北周
南北朝，北周武帝時期（543－578年）出現了一種類似今日舞獅的表演，名叫「太平樂」。「太平樂」又稱為「五方師子舞」，在《舊唐書》卷三十三有詳細的記載：人們會用獸毛編織成獅子的模樣，然後居於其中，模仿獅子的跳躍起伏表演。同時，還會有兩個伶人「持繩秉拂」逗弄獅子活動。這些道具、動作與逗弄者（類似今日的「大頭佛」），正是現代舞獅的基本元素。  唐史書《通典》、《舊唐書‧音樂誌》、《樂府雜錄．龜茲部》都有文字描述。白居易《西涼伎》詩中有提及獅子舞是西涼舞種之一支。

#### 明清
時至明、清，這項表演藝術經常與武術及武館相聯。表演者裝扮成獅子的樣子，在鑼鼓音樂下，作出仿獅子的各種形態動作。中國民俗傳統，認為舞獅可以驅邪避鬼。故此每逢喜慶節日，例如新張慶典、迎春賽會等，都喜歡敲鑼打鼓，舞獅助慶。

## 漢族舞狮
今天漢族流行的舞獅主要分「南獅(醒獅）」、「北獅」兩種。最初北獅在長江以北較為流行；而南獅則是流行華南、南洋及海外。近年亦有將二者融合的舞法，主要是採用南獅的形象、北獅的步法，稱為「南獅北舞」。
其次的漢族舞獅還有「閩南閉口獅」、「客家獅」、「五福舞獅」、「河南小相獅舞」、「從化貓頭獅」、「黎川舞白獅」、「石泉火舞獅」、「甘肅硬獅子舞」、「崇明舞貊貔」、「古陂蓆獅」、「馬橋手獅舞」和「豼貅舞獅」等。中國非漢族的舞獅有「回族文獅舞」、「壯族舞獅」、「布依族高台獅燈舞」、「瑶族布袋木獅舞」等。亞洲舞獅有日本的「神樂系獅子舞」、「風流系獅子舞」和「沖繩獅子舞」；韓國的「假面獅子舞」和「北青舞獅」；越南舞獅；藏族雪獅舞等。

### 北獅

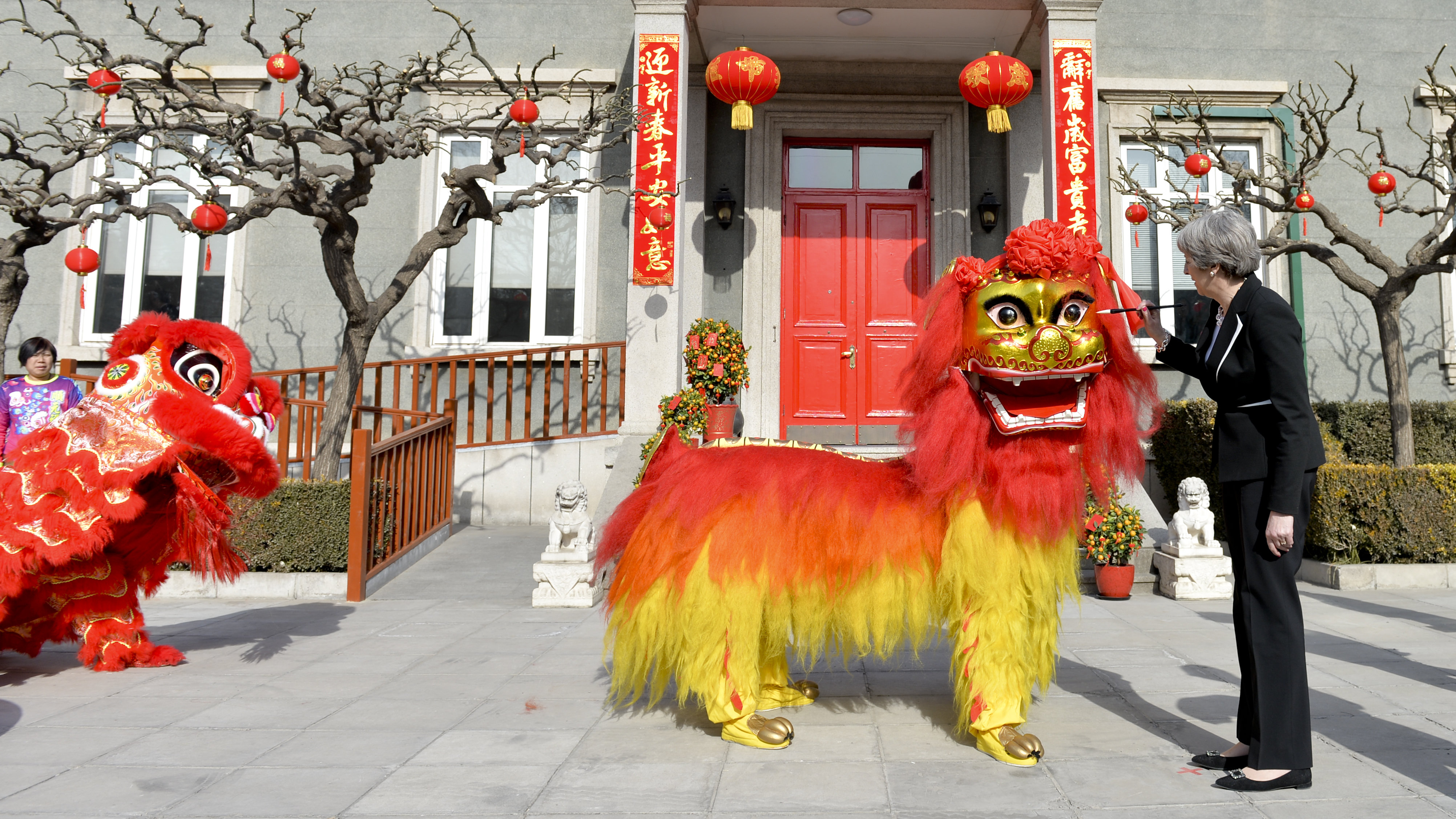
前英國首相文翠珊為舞獅點睛

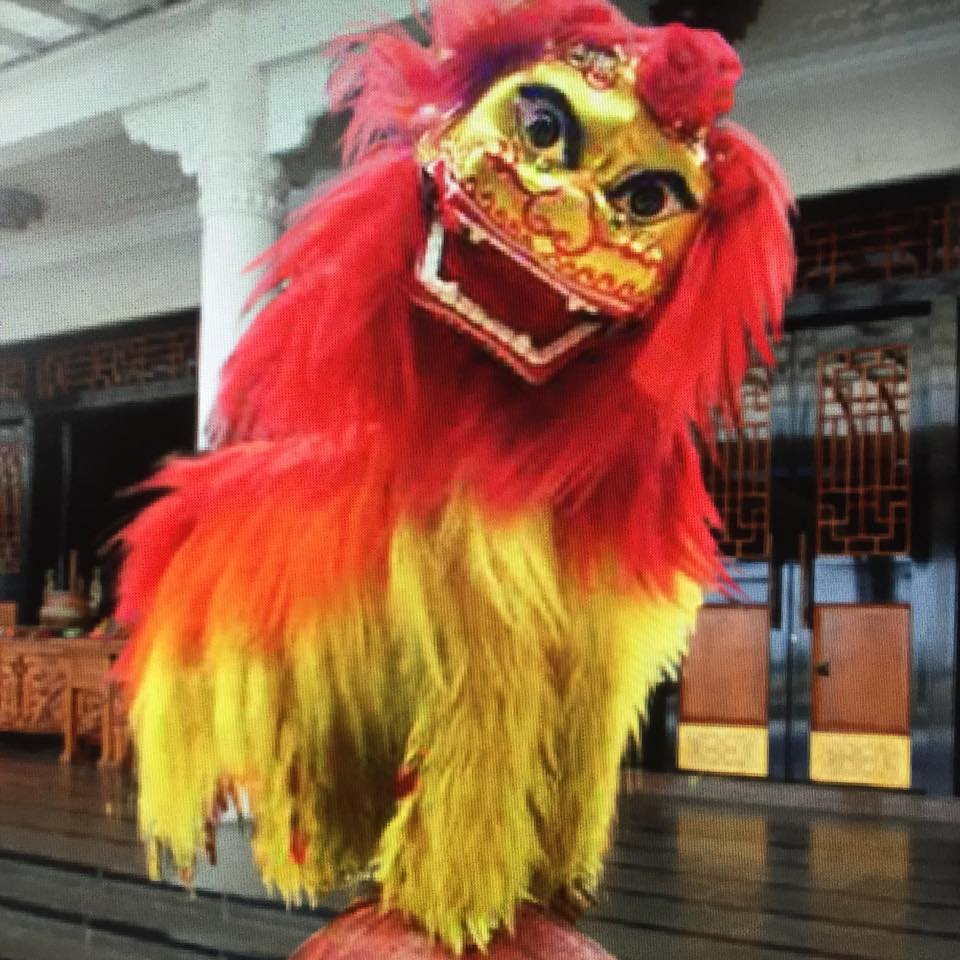
北獅

北獅，由身穿傳統服飾的人帶領，手拿綁有彩帶的獅球。造型酷似真獅的北獅，今時今日獅頭由玻璃纖維或木頭製造，而獅身披毛呈金黃、橙、紅色，未舞看起來已經是維肖維妙的獅子。一般來說二人舞一頭獅子，但若是小北獅則是一人。北獅表現靈活的動作，主要是以撲、跌、翻、滾、跳躍、擦癢等動作為主。傳統而言利用踩球、搖板、板凳等道具。舞獅之前通常還會舉行「點睛」儀式。儀式由主禮嘉賓進行，把硃砂塗在獅的眼睛上，象徵給予生命。
北派獅舞以表演「武獅」為主，即魏太武帝欽定的北魏「瑞獅」。小獅一人舞，大獅雙人舞，一人站立舞獅頭，一人彎腰舞獅身和獅尾。獅子在“獅子郎”的引導下，表演騰翻、扑跌、跳躍、躥高、朝拜等技巧，並有走梅花樁、竄桌子、踩滾球等高難度動作。
北獅一般是雌雄成對出現，獅頭上有紅結者為雄獅，有綠結者為雌性。有時一對北獅會配一對小北獅，小獅戲弄大獅，大獅弄兒為樂，盡顯天倫。北獅表演較為接近雜耍。配樂方面，以京鈸、京鑼、京鼓為主。
如今，舞北獅已經成為中國的運動項目，並有香港發展的套路比賽。

### 南獅(醒獅）

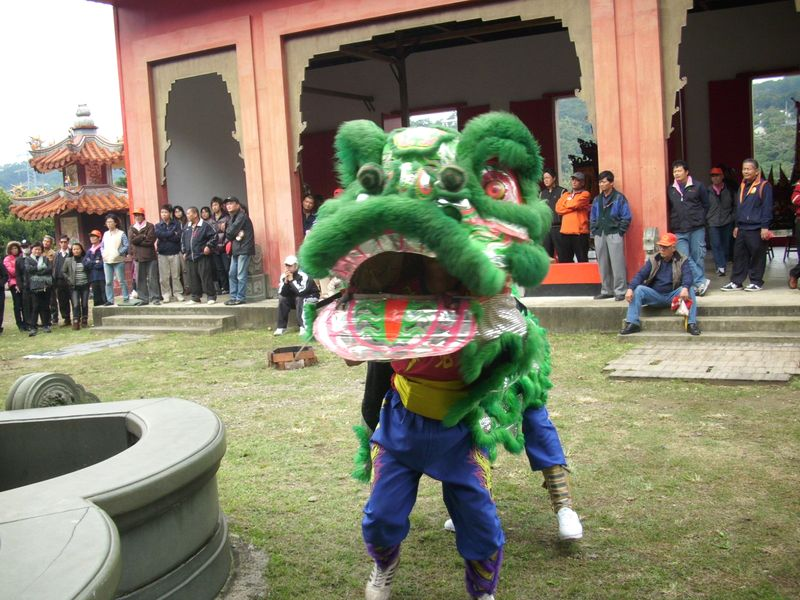
位在臺中市潭子區的拳兒兩廣醒獅團。

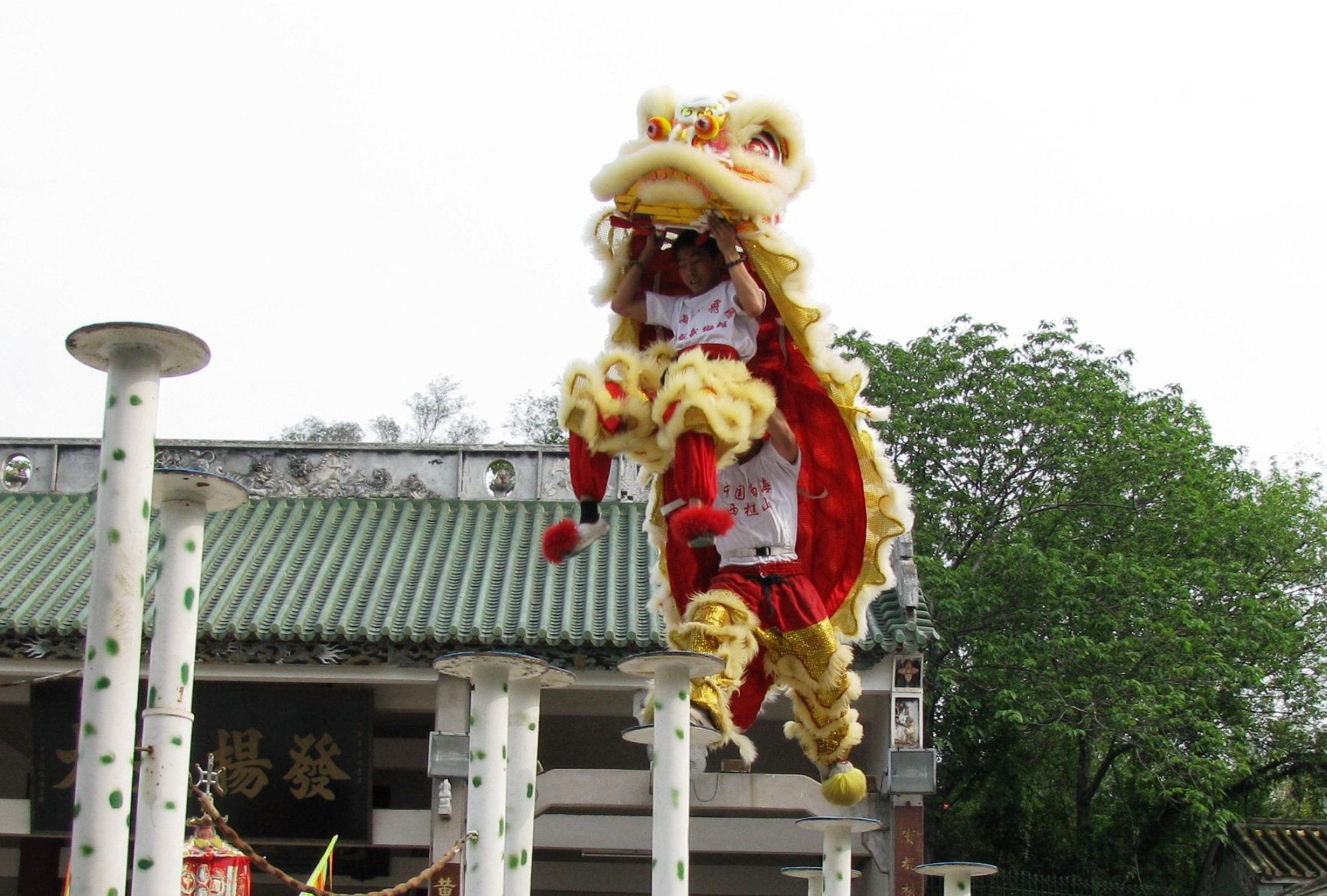
南獅：佛山樁獅

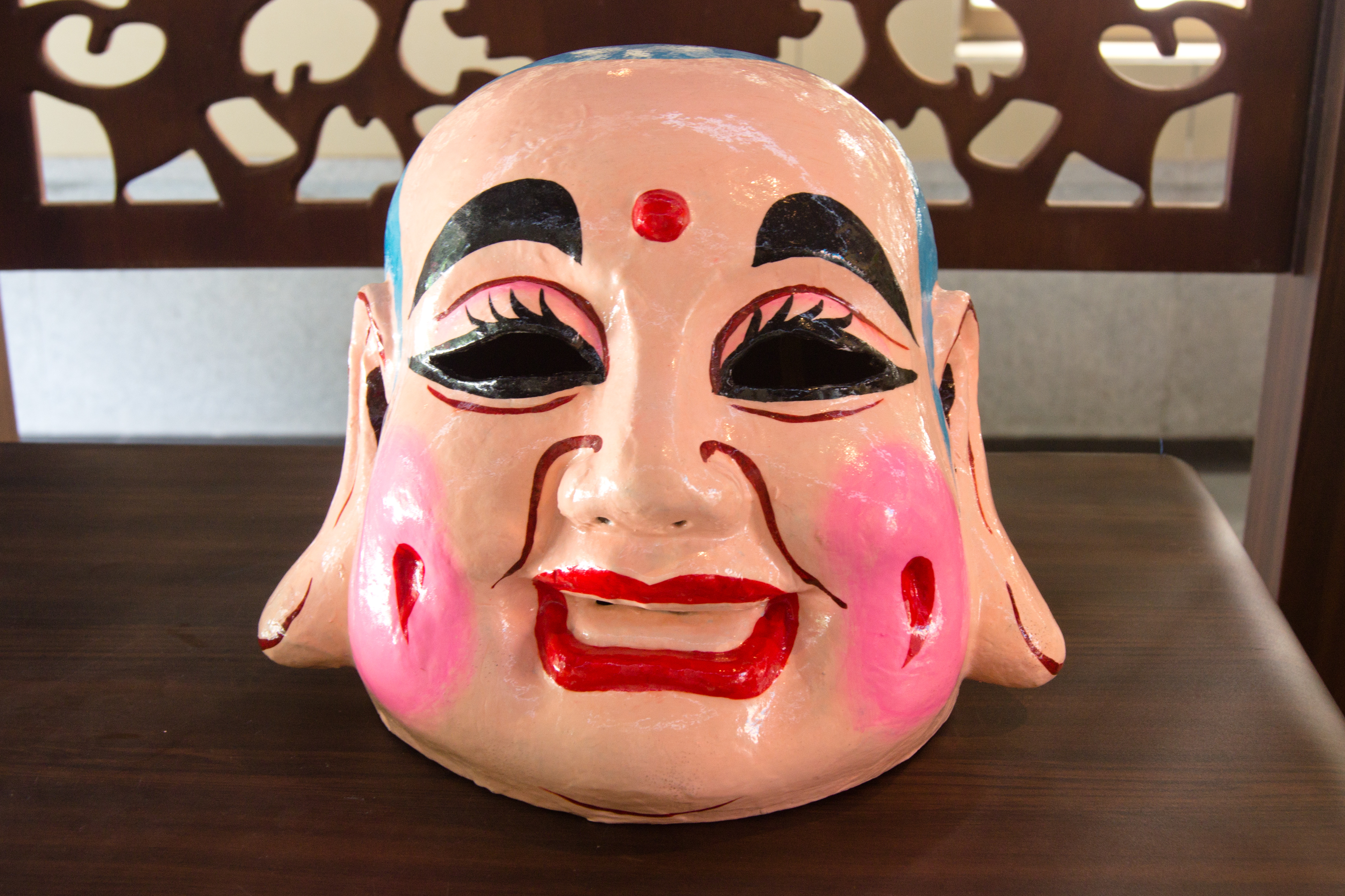
大头佛

南獅又稱醒獅或廣東獅，舞動時注重功架，靠舞者的動作表現出獅子神態，一般只會二人舞一頭。獅頭以戲曲臉譜作鑒，色彩艷麗，製造考究；眼簾、嘴和耳朵都可動。跟隨着現代科技的發展，許多的獅頭會有LED的裝飾，可以隨意開關。南派獅舞以表演「文獅」為主，表演時講究表情，有搔痒、抖毛、舔毛等動作，惟妙惟肖，逗人喜愛。由於獅子為百獸之尊，形象雄偉俊武，古人將它當作勇敢和力量的象征，認為它能驅邪鎮妖、保佑人畜平安。所以人們逐漸形成了在元宵節及其它重大活動裡舞獅子的習俗，以祈望生活吉祥如意，事事平安。 
南獅的獅頭，有人說來自年獸的造形。南獅的獅頭還有一隻角，早年甚至以鐵制做，舞者身備利器，以應付舞獅時經常出現的武鬥。
南獅的獅頭一般上可分為鶴山裝獅和佛山裝獅：佛山裝獅的獅頭較大而圓，額位寬而有勢，嘴較平闊；而鹤山裝獅的獅頭較扁而長，嘴突出如鴨嘴狀，因此內行人又稱之為“鴨嘴獅”。
傳統上，南獅獅頭造型上有「劉備獅」、「關羽獅」、「張飛獅」之分。「劉備獅」通常都走在中間，而顏色則常為金色。三種獅頭，不單顏色，裝飾不同，舞法亦根據劉備、關羽、張飛的性格而異。
農曆新年時，舞獅隊會在嘈吵的炮仗聲中每門每戶拍門求利是。舞動時會配以大鑼、大鼓、大鈸。傳統上，還會有一人扮作「大頭佛」，手執葵扇帶領。舞獅的花樣很多，有：起勢、常態、奮起、疑進、抓癢、迎寳、施禮、驚躍、審視、酣睡、出洞、發威、過山、上樓台等等；舞者透過表現自己的樁功，配合獅頭動作把各種造型抽象地表現出來。故此南獅講究的是扎扎實實的下盤功夫和熟練的配合。按传统习俗，南獅有出洞、上山、巡山會獅、採青、入洞等表演方式，當中「採青」最為常見，而採青又可以分為地青和高青等。也因為舞獅的多變性和自由性，慢慢成为中国舞狮表演的传统项目之一。
古代华人舞狮庆贺店铺开张或者新年庆祝，採青是必备项目。採青一般是由舞狮队负责。採青中的「青」用的是唐生菜，相傳“採青”原來是有“反清復明”之意，因此以青代表生菜以示忌讳。現時一般是取其意頭，因生菜跟“生財”諧音，也有“生猛”之意。採走生菜进入店铺，象徵店铺自开张以后生意兴隆。
為了增加娛樂性，會把生菜及利是于店内天花或者门上高高地懸掛起來，獅在「青」前舞數回，表現猶豫，然後一躍而起，把青菜一口「吃」掉，再把生菜「咬碎吐出」，再向大家致意。採青時，舞狮队需要借助凳子或者椅子攀高采摘，有時還會用上特技動作，例如上肩（獅頭者站在獅尾者肩上），上大腿（獅頭者站在獅尾者大腿上），夾腰（獅頭者雙腳夾在獅尾者腰間），上杆（爬上竹杆），但如電視台等在新年庆典則可能採用梅花桩替代凳、椅。
南獅比賽種類可分為高椿獅藝競賽和傳統獅藝競賽，其中較主流的為高樁（梅花樁－經過高低不一長木樁）獅藝的比賽。
馬來西亞、中国大陸、香港、澳門和美國等地，每年都會舉辦世界性的醒獅大賽。而較有著名的國際比賽有兩年一度在馬來西亞舉行的雲頂世界獅王爭霸賽。而則是現時比賽必有的項目。
與此同時，在治喪的時候，同樣可以舞獅拜祭先人，治喪之用的會稱之為孝獅，又稱「馬超獅」。在香港，只會在新界圍村、社團、武術界或舞獅界有人離世時才會舞孝獅，一般是在地位較高的人離世後，弟子或後輩便會在逝者出殯時舞孝獅，表達最崇高敬意。孝獅有別於一般舞獅，孝獅的顏色以白色為主，舞獅隊成員也需要穿上白衣白褲及黑鞋。在舞孝獅時，獅子亦不能像平日般昂首舞動，而是要演繹悲傷情緒，低頭緩慢跪行至靈堂拜別及瞻仰遺容。

### 台灣閉口獅

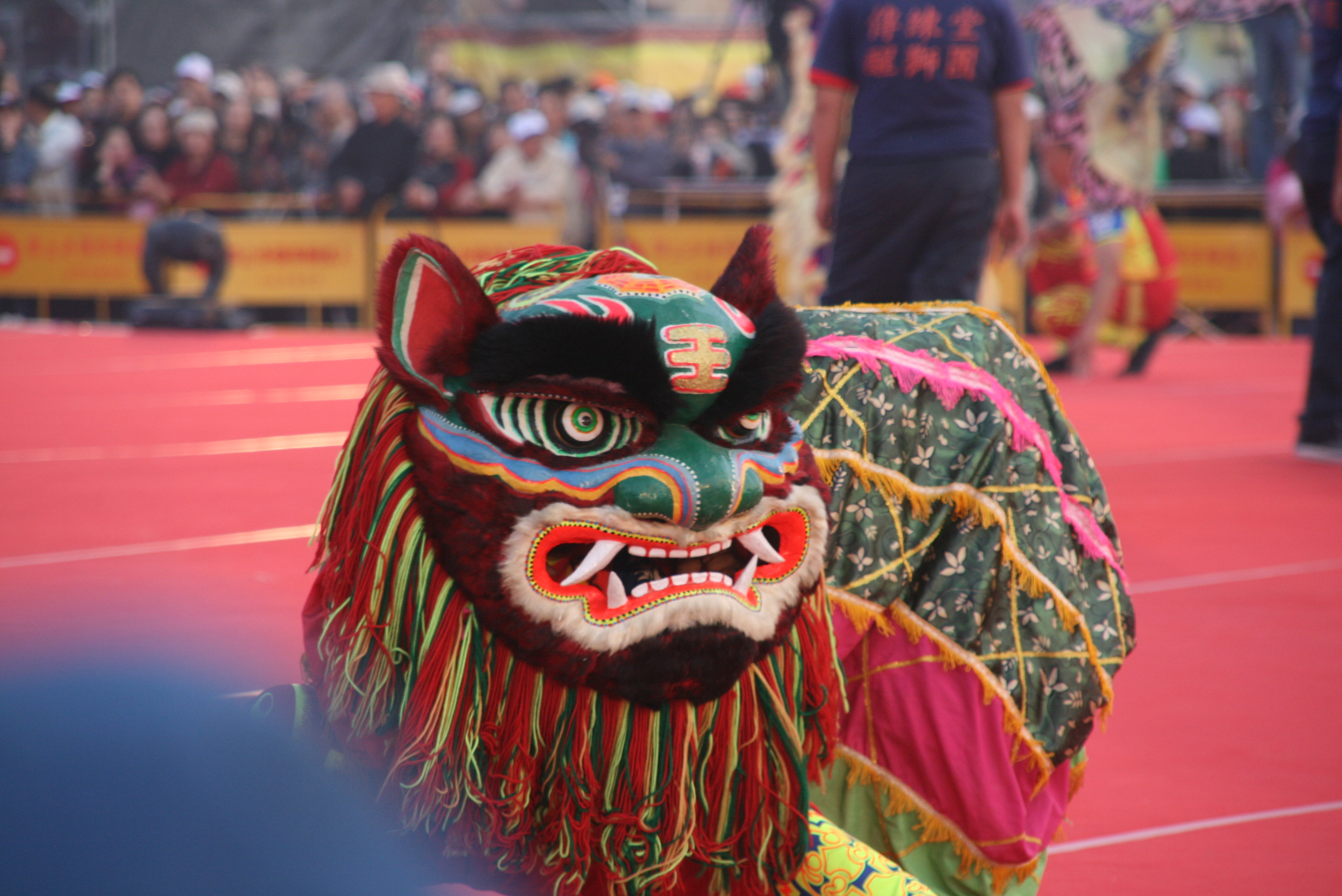
閉口獅_2008臺灣燈會

台灣的舞獅分為閩南系和客家系兩大主流；台灣南部以嘴巴不能開合的「閉口獅」為主、台灣北部以「客家獅」為主。
「閉口獅」又稱為「合口獅」、「台灣獅」、「閩南獅」、「福建獅」或「青獅」，閩南語稱為「弄獅」。常於台灣迎神廟會或喜慶節日時表演。由於獅頭製作像籠，故又稱為「蘢獅」、「雞籠獅」或「篩子獅」。台灣獅頭用竹木編制，額上畫有「王」字。其青綠色的外型是以文殊菩薩的座騎「青毛獅」作為藍本。
「閉口獅」有十八式表演項目：「獅咬蚤」、「睡獅」、「獅翻身」、「踏八卦」、「獅過橋」、「宰獅」、「救獅」、「桌頂功夫」、「桌頂探井」、「獅切血」、「咬水果」、「搶金錢」、「咬青」、「獅接體」、「拜廟」、「四門到底」等。表演時用三七鼓伴奏，另有一人扮演「大頭和尚」在獅前逗弄伴舞。

宋元時期泉州民間已流行舞青獅，後來流傳到包括台灣及東南亞的各個閩語系族群。有說，台灣閉口獅承傳了清初（1644年）反滿清運動福建「青獅」的一種特殊表演 ——「殺獅/刣獅/打獅」，表演「殺獅」的獅子為青綠色（在閩南語中，「青獅」這個詞聽起來與「清師」（即清朝的軍師）相似)。表演中，舞者手持關刀與獅子共同演出，並以斬殺「青獅」作為壓軸演出，暗喻殺滅滿清軍，因此舞青獅成為反滿清運動借文藝之名練武的活動，而「殺獅」的表演也在台灣的獅子舞傳統中保留下來。據說，1912年清朝滅亡後，武術大師干德源在泉州組織了一場表演，並將青獅肢解以象徵已推翻了清朝。從那時起，青獅不再使用真刀刃，並且以社區文藝和祈福儀式用途進行表演。

### 客家獅

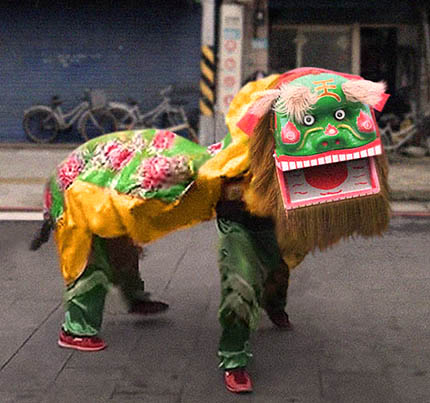
台灣客家獅

客家文化的傳統舞獅技藝，在台灣客家文化慶典時表演，祈求國泰民安，風調雨順。主要分布於台灣北部，例如新北市、新竹縣市、苗栗縣、雲林縣、嘉義縣、高雄縣、屏東縣及花蓮縣等處。獅頭一般以木或紙造，有金色頭或綠色頭，額上畫有「王」字，額後畫有八卦圖案，獅頭製作成正方形，故又有人稱為「盒仔獅」，「客仔獅」或「豬鼻獅」。獅子口有機關可作開合動作，因此客家獅又稱為「開嘴獅」或「開口布獅」。客家獅結合了客家傳統武術步法、舞蹈和鑼鼓音樂發展而成。表演時會有兩位戴著面具的舞者扮作財神（大面）與吉祥猴（小面）在傍陪襯，財神搖著扇子在前面引領獅子，吉祥猴則作為丑角拿著木棒在後面逗弄獅子。 
傳統客家獅子舞在廟會表演開始前，會有一位武者先表演耍拳「請獅」，隨後獅子起動，進行各種表演。例如「獅翻滾」，「咬腳蝨」，「咬尾蝨」象徵驅除厄運；「拉草蓆」，「睡草蓆」，「捲草蓆」則寓意在草蓆上休息，四季平安；「咬錢」，「咬桔」，「放字聯」則祈求發財順利，如意吉祥。此外，還有一個名為「打全棚獅」的環節，幾位武者會先表演徒手對打，接著進行兵器對打，最終由戴著面具的沙和尚引領獅子出場，並與武者共同演出「打獅」，成為整場表演的高潮部分。

## 壯族舞獅

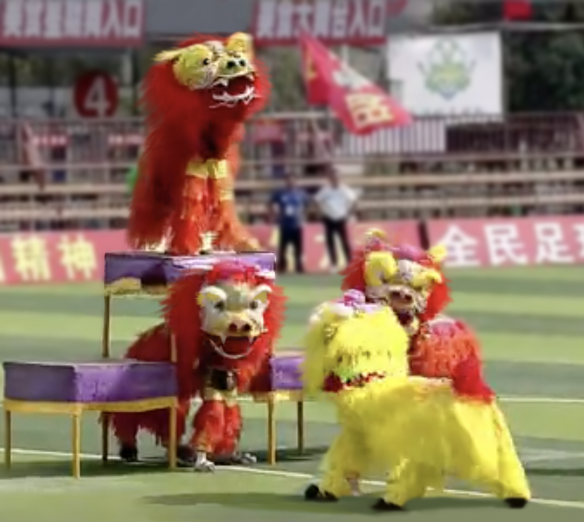
田陽縣壯族舞獅

壯族舞獅是在廣西壯族自治區田陽縣的傳統技藝。歷史源遠流長，明朝嘉靖三十四年（1555年）已有田州壯族人舞獅文化的記載。2011年，正式列入中國第三批國家級非物質文化遺產名錄.
目前，田陽縣流傳的壯族獅舞主要分為「高空獅舞」與「地面獅舞」兩種表演形式。其中，「高空獅舞」屬於武派獅舞，特點是將武術與雜技融入舞獅動作之中，透過高台翻騰、爬刀刃梯和過蹺蹺板等驚險動作，展現高難度技藝與美感。相較之下，「地面獅舞」則屬於文派獅舞，主要在節慶、拜年、婚嫁、集會與娛樂等喜慶場合中表演，舞步優雅且富有韻律。

## 回族文獅舞

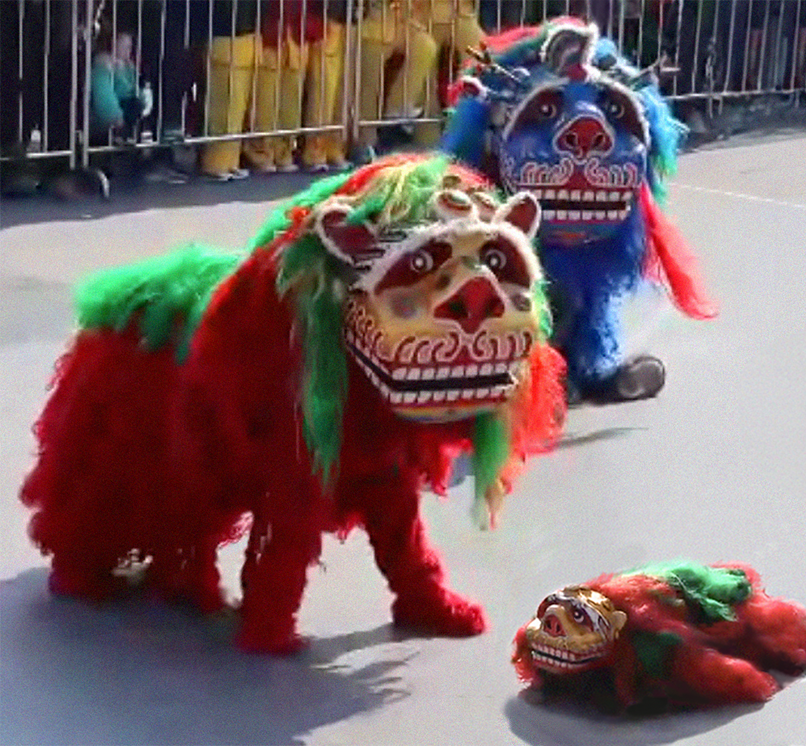
沈丘回族獅子舞、麒麟舞和小獅子舞

回族文獅舞是中國沈丘富有回族特色的傳統舞獅，亦稱「海獅子」，2008年入選中國第二批國家級非物質文化遺產。每逢過年、中秋節、開齋節，當地人會在沈丘槐店東關街一帶表演。
回族文獅舞有獅子舞、麒麟舞和獨角虎舞三大類型。文獅子舞的最大特色是以雌獅為主，表演過程中有「母獅產子」等動作，一人扮演成小獅子慢慢從雌獅跨下爬出來，其他獅子起舞鼓勵初生幼獅站起，象徵出母獅的慈愛與新生命和平誕生的希望。表演以打大鼓、大鑼、堂鑼、鐃鈸、中鈸、鈸、吹奏波斯螺號伴奏。文獅舞源自漢唐時期的西域舞蹈，結合回族古代圖騰文化，具有獨特的藝術魅力。

## 日本獅子舞

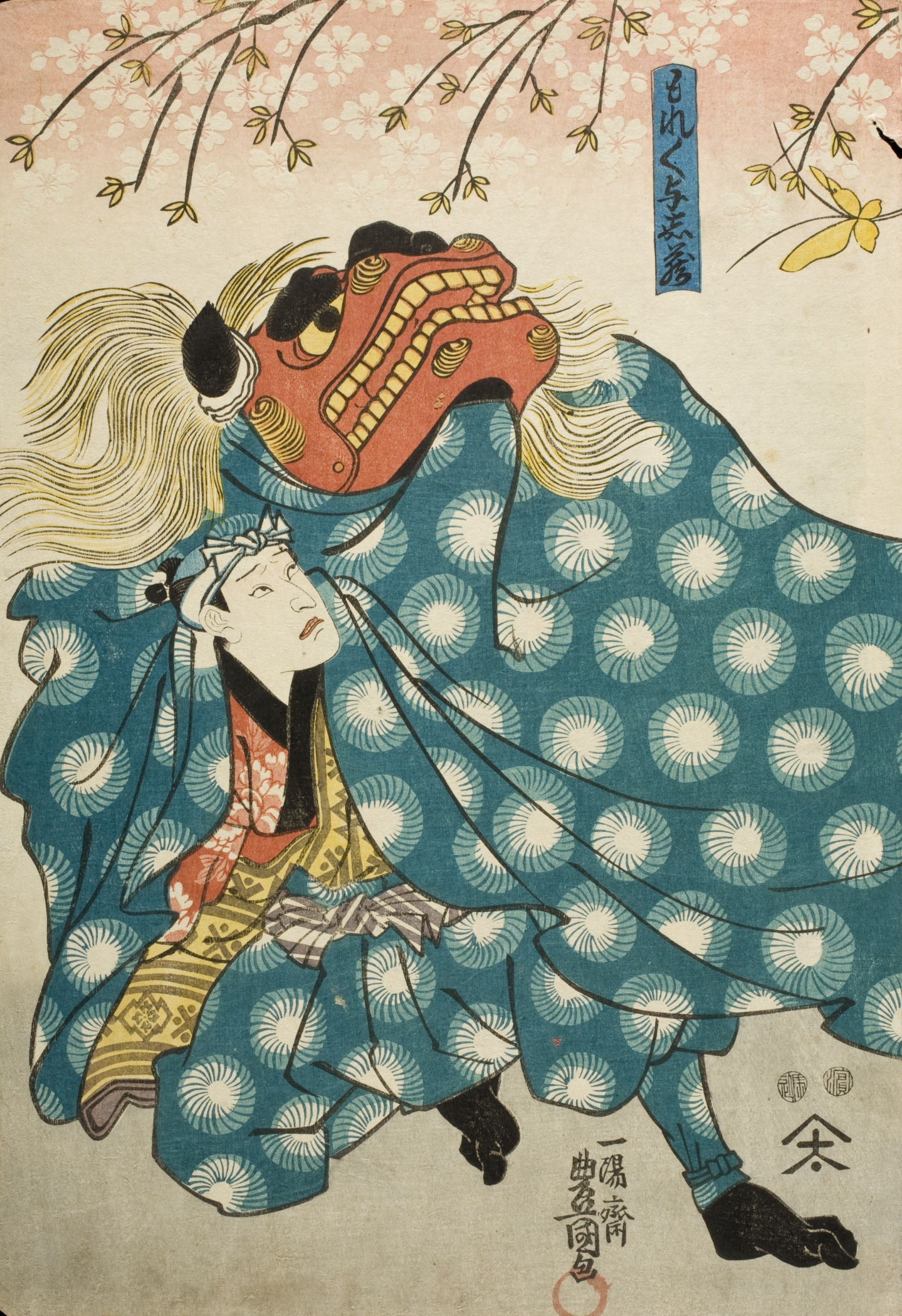
歌川國貞畫。江戸時代

日本的舞獅名為「獅子舞」（日语：／ Shishimai），江戶時代中期以前，獅子頭主要作為武士階級的避邪裝飾品及傳統技藝，到了幕末之後，獅子舞才逐漸普及於民間祭典。日本的獅子舞在全國範圍內廣泛流傳，種類多樣，被認為是日本數量最多的民俗藝能。根據2000年代的調查，全國約有8000種獅子舞被確認存在，但由於鄉村人口減少及關東大地震等因素，數量可能已經減少。日本的獅子舞主要分為兩大類：神樂系及風流系。

### 神樂系獅子舞

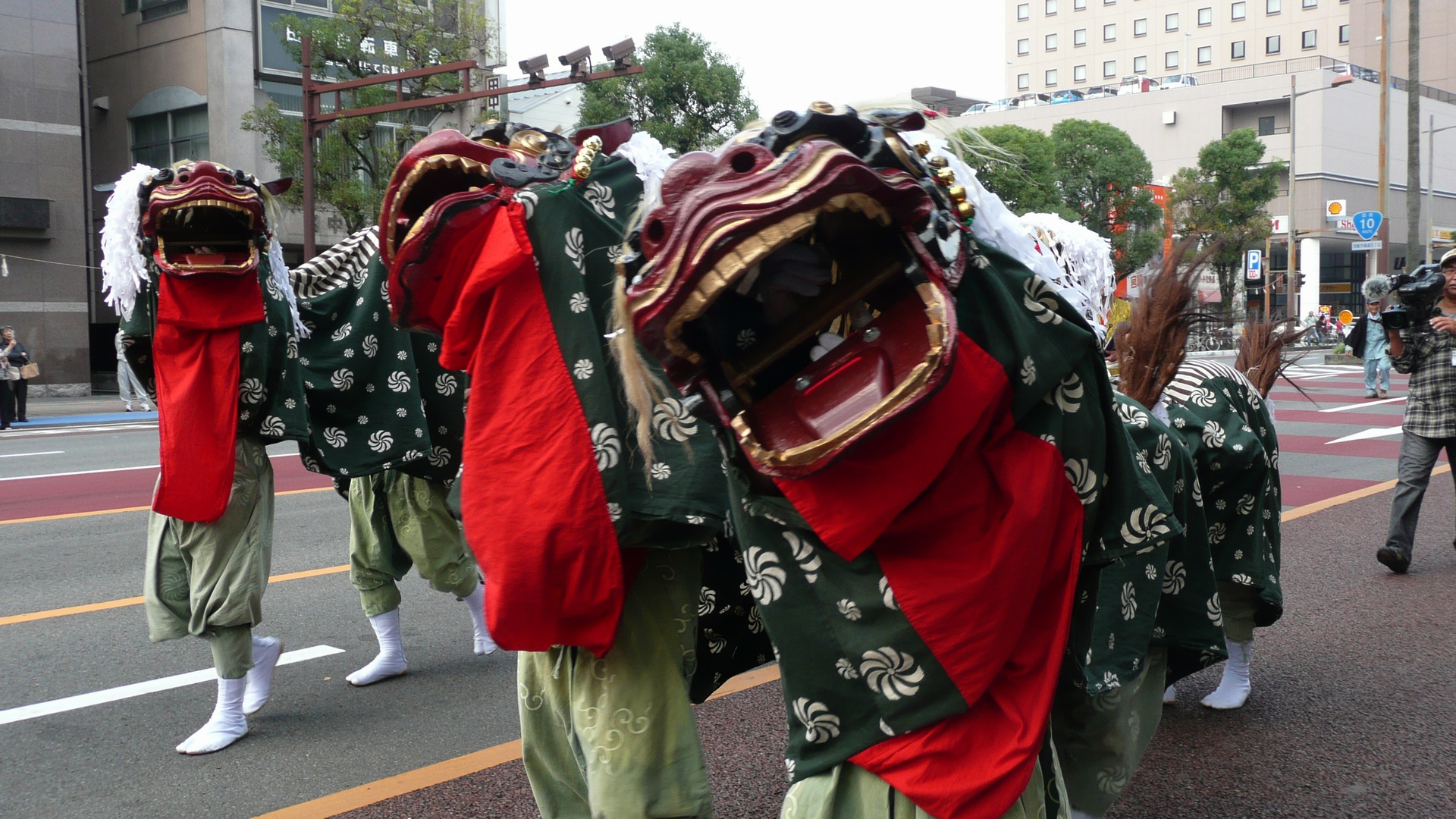
日本的神樂系獅子舞- 宮崎縣祭典

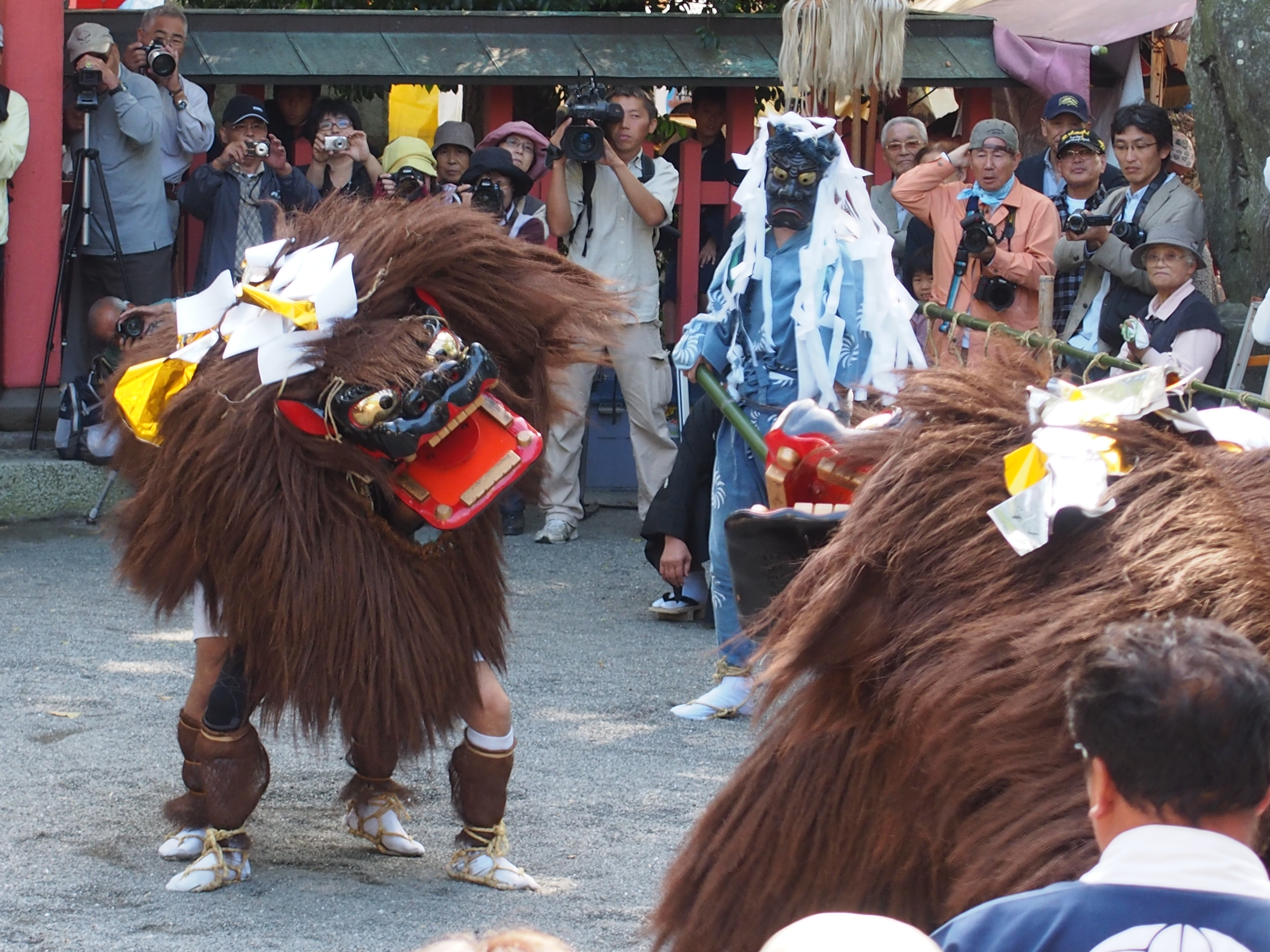
福岡縣神樂系 - 朝倉市的蜷城獅子舞

神樂系獅子舞以西日本為中心分佈在全國各地，一般以太鼓及篠笛伴奏。大致分為一人單手舞動小木偶獅子的「手獅子舞」、一人舞動的「中獅子舞」、二人舞動的「大獅子舞」、由多名舞者共同演繹一隻蜈蚣形態的「百足獅子舞」，以及十數名舞者拖動轎車作巨大身軀的「屋台獅子舞」。
獅子頭稱為「獅之冠」，通常全木製，加上白色和紙作獅毛裝飾，嘴巴可以開合，近代也有改用發泡膠製的獅子頭。至於獅子的「胴幕」（覆蓋身體的布幔），可分為兩大類：一類是和式圖案的布幔，另一類則以獸毛製作(比如：朝倉市的蜷城毛獅子）。現代的神樂師們通常會在街頭到家戶進行「竈祓」（即祈禱儀式）時舞獅，但在特定的村落鎮守社境內，他們會表演稱為「總舞」的娛樂性較強的藝能表演。
神樂系獅子舞被認為源自中國大陸。《日本書紀》記載，推古天皇二十年（612年），百濟人味摩之來到日本，在奈良櫻井地區集結當地青年人，教授他們伎樂舞蹈，並在奈良宮廷與寺院的法會中表演。到了奈良時代，伴隨著唐樂、高麗樂及舞獅文化傳入日本，結合日本神道教信仰，𧗠生出各地神社不同色彩的奏樂，故此稱為「神樂」，後來發展出以神樂結合舞獅子的「神樂系獅子舞」表演形式。進一步到了平安時代，獅子舞樂成為佛堂與佛塔落成儀式「舞樂四箇法要」中的儀式進行者，並流傳於四天王寺的精靈會等儀式中，成為日本寺院傳統的一部分。

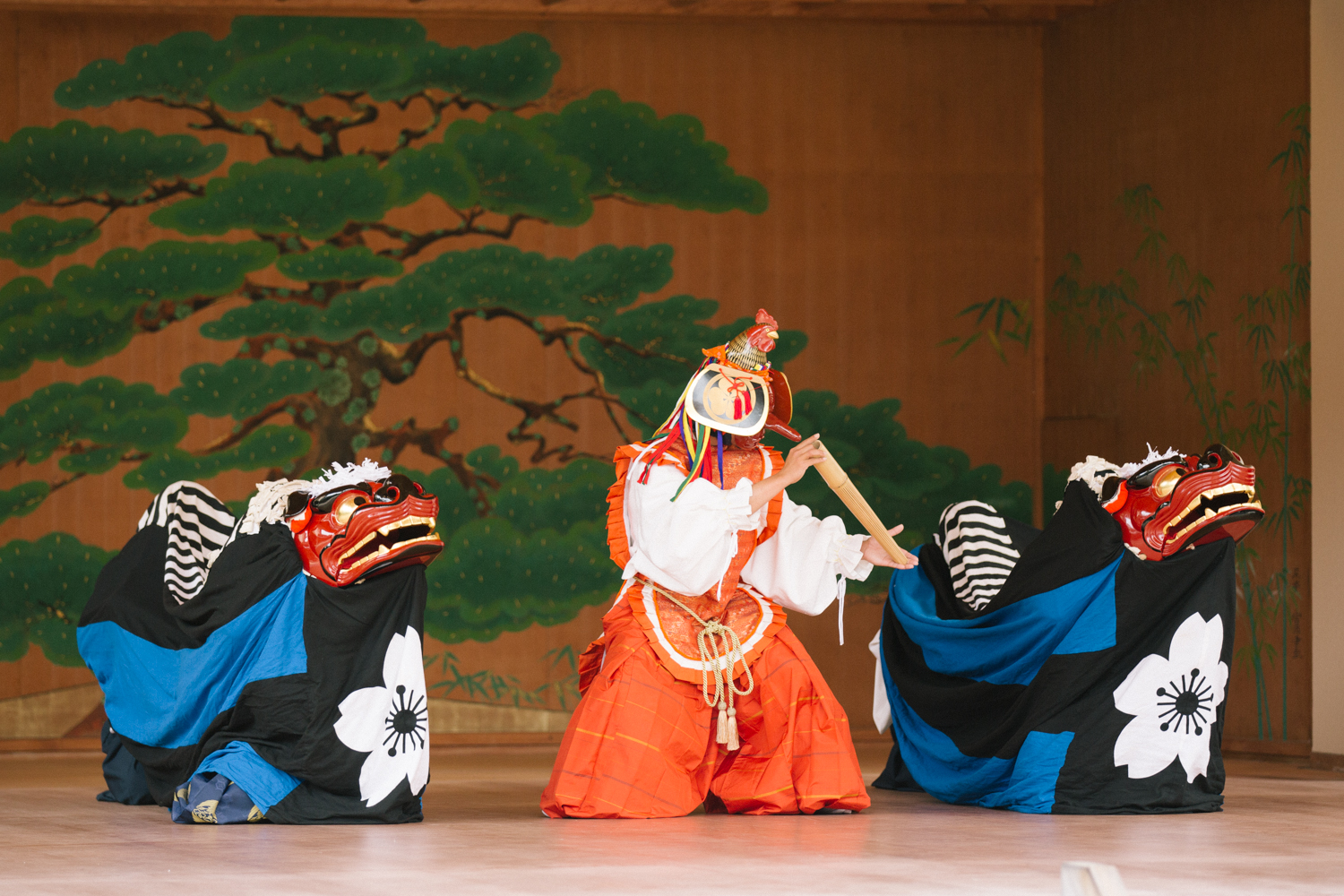
伊勢大神樂獅子舞 - 內宮三秀殿

其中較獨特的是「伊勢大神樂」，1954年（昭和29年），被指定為三重縣的非物質文化遺產。1981年（昭和56年），被列為日本國家級非物質文化遺產，其特點在於神樂系獅子舞融合了傳統的「道化師（小丑劇）」及「放下芸（平衡之雜技）」表演。
「三重の獅子舞」則於1964年（昭和39年）被指定為佐賀縣的非物質文化遺產。是佐賀縣佐賀市諸富町的新北神社傳承的獅子舞，每年10月中祈求五穀豐收的奉納儀式。其特點在獅子背上站人（三段疊羅漢）的雜技元素。

### 風流系獅子舞

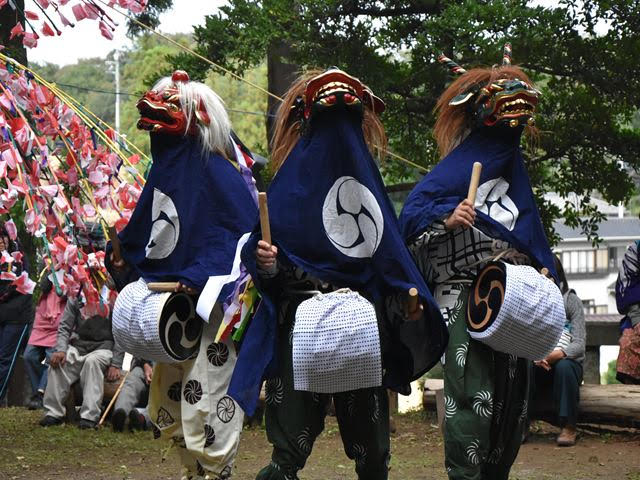
日本的風流系獅子舞

風流系獅子舞主要集中分佈在關東和日本東北地區。風流系獅子舞被認為是日本本土起源的，主要分布於關東以北的東日本地區。通常是三個帶著面具頭飾的舞者為一組表演的，每一個舞者負責扮演一隻動物，有的是三隻獅子一組，有的是一隻獅子加兩隻狐狸一組，或者一隻獅子加兩隻鹿或兩隻野豬一組，也有的是三隻老鼠一組，三個舞者會把太鼓捆綁在腰間，配合擊鼓節奏起舞。
風流系獅子舞又稱作「稻荷流獅子舞」，有稻荷神信仰色彩。根據在群馬縣甘樂町秋畑的傳說，獅子原本生活在天竺（印度），以人為食。然而，隨著天竺的人口減少，獅子決定前往大和國（日本）。察覺此事的日本神明便派遣狐狸前往天竺，對獅子說：「如果你願意在大和驅除惡魔，將會受到供養，並被尊奉為驅魔之神。」於是，狐狸成為先導，引領獅子來到日本。由於在表演時，通常會有狐狸角色引導獅子，因此此系統的獅子舞被稱為「稻荷流」。

### 沖繩獅子舞

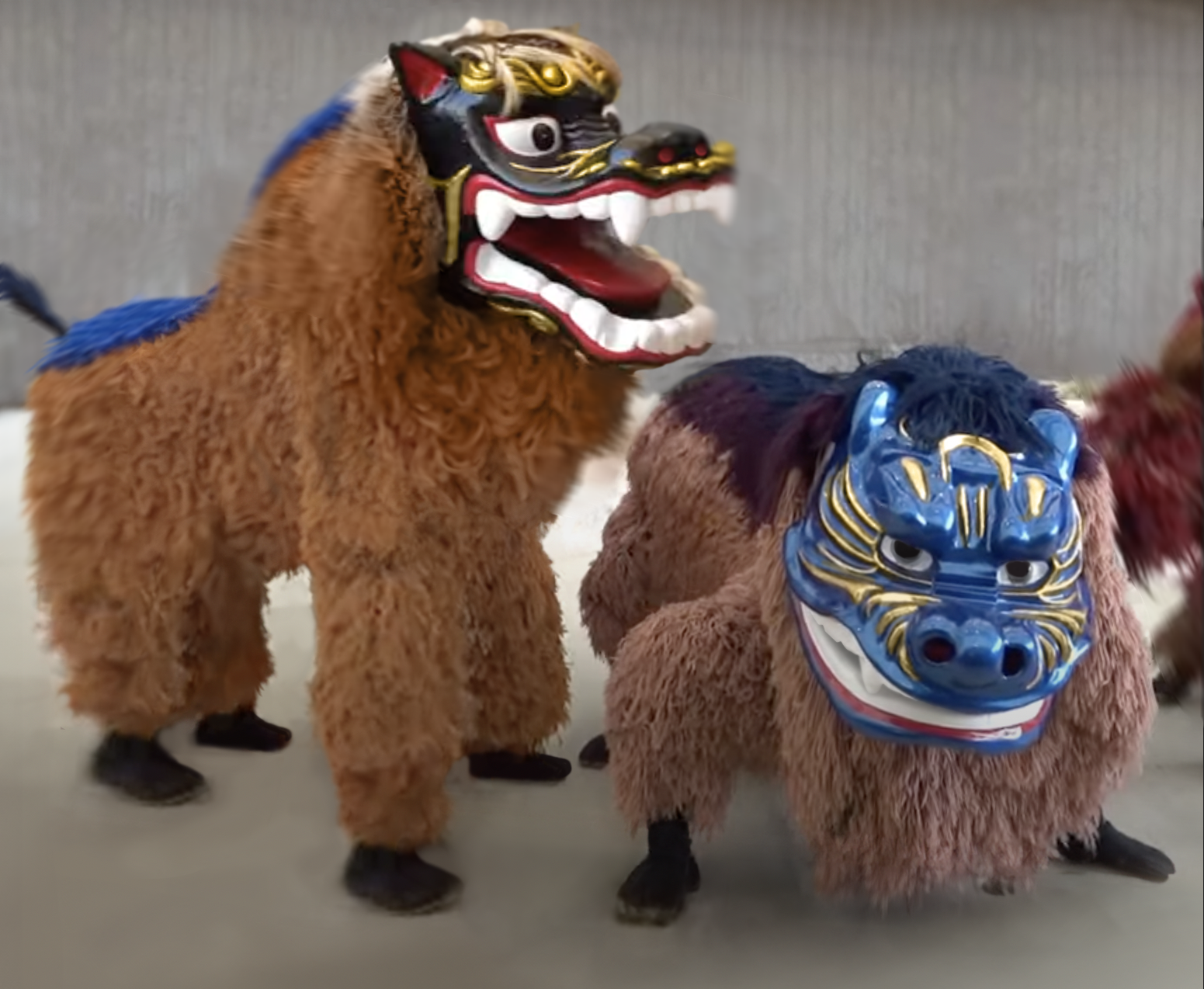
沖繩獅子舞 - 恩納村山田の琉球村

沖繩琉球群島各地均有流傳不同的獅子舞文化，通常在豐年祭或御盆節（お盆／おぼん）上表演，由兩個舞者操縱一頭獅子，配合傳統奏樂而舞動。與沖繩屋頂或門柱上作為護符的石獅子一樣，獅子舞是為了驅逐邪靈，這種舞蹈還被認為能帶來豐收和村莊的繁榮。
與日本本土不同，沖繩的獅子舞使用類似毛絨的身體，身體上編織著風車棕櫚、香蕉或假荨麻的纖維，獅子頭則是由刺桐樹雕刻而成。舞者穿著與身體相同材料製作的褲子來表現腿部。沖繩有些地區會以三隻獅子共同表演，還有一個舞者角色手持球來助興，像是在訓練獅子跳舞一樣。有些地區則有一對雄獅和雌獅共同表演，白衣巫女伴舞。

## 韓國舞獅

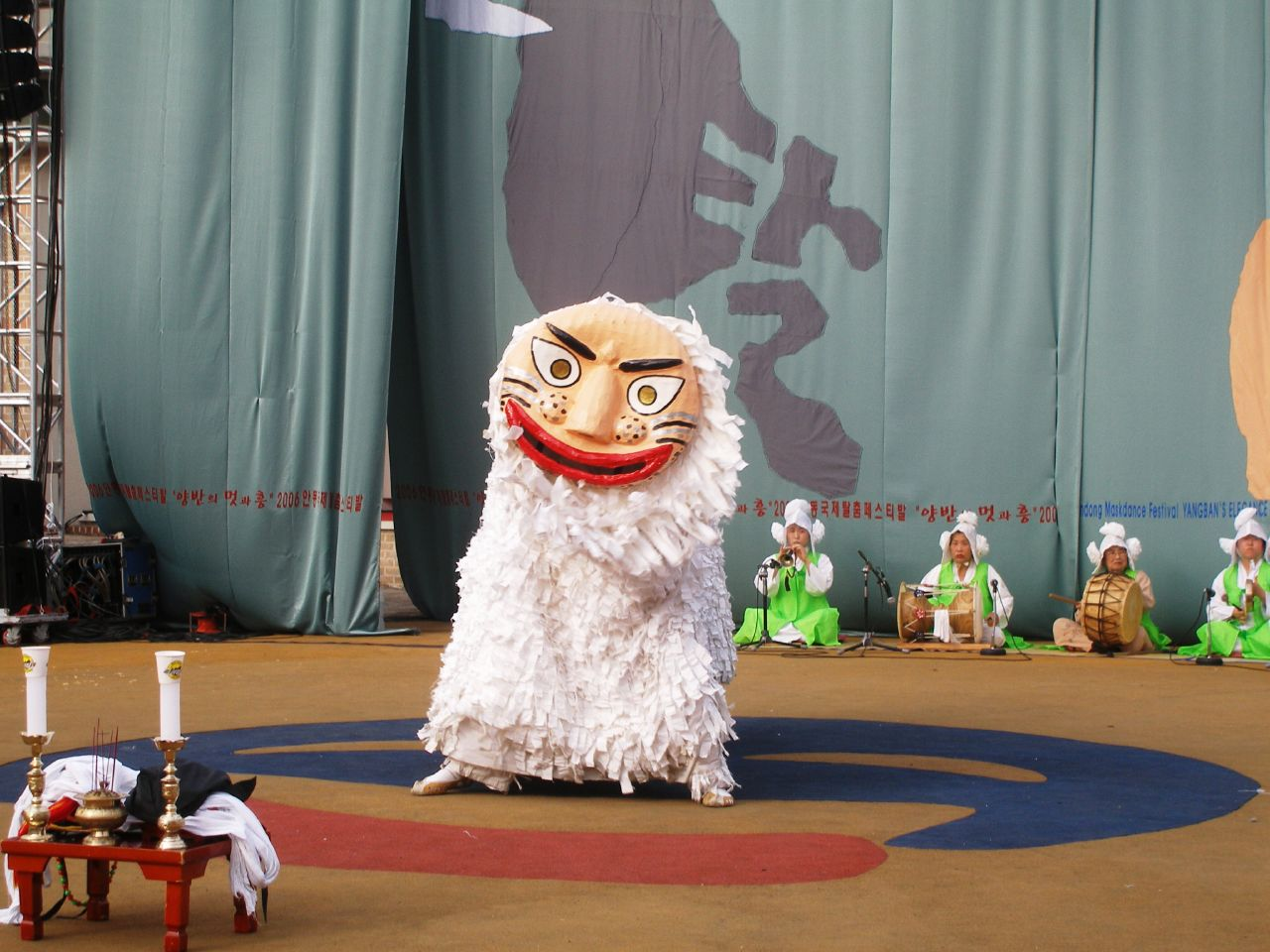
銀率假面舞 - 狻猊舞

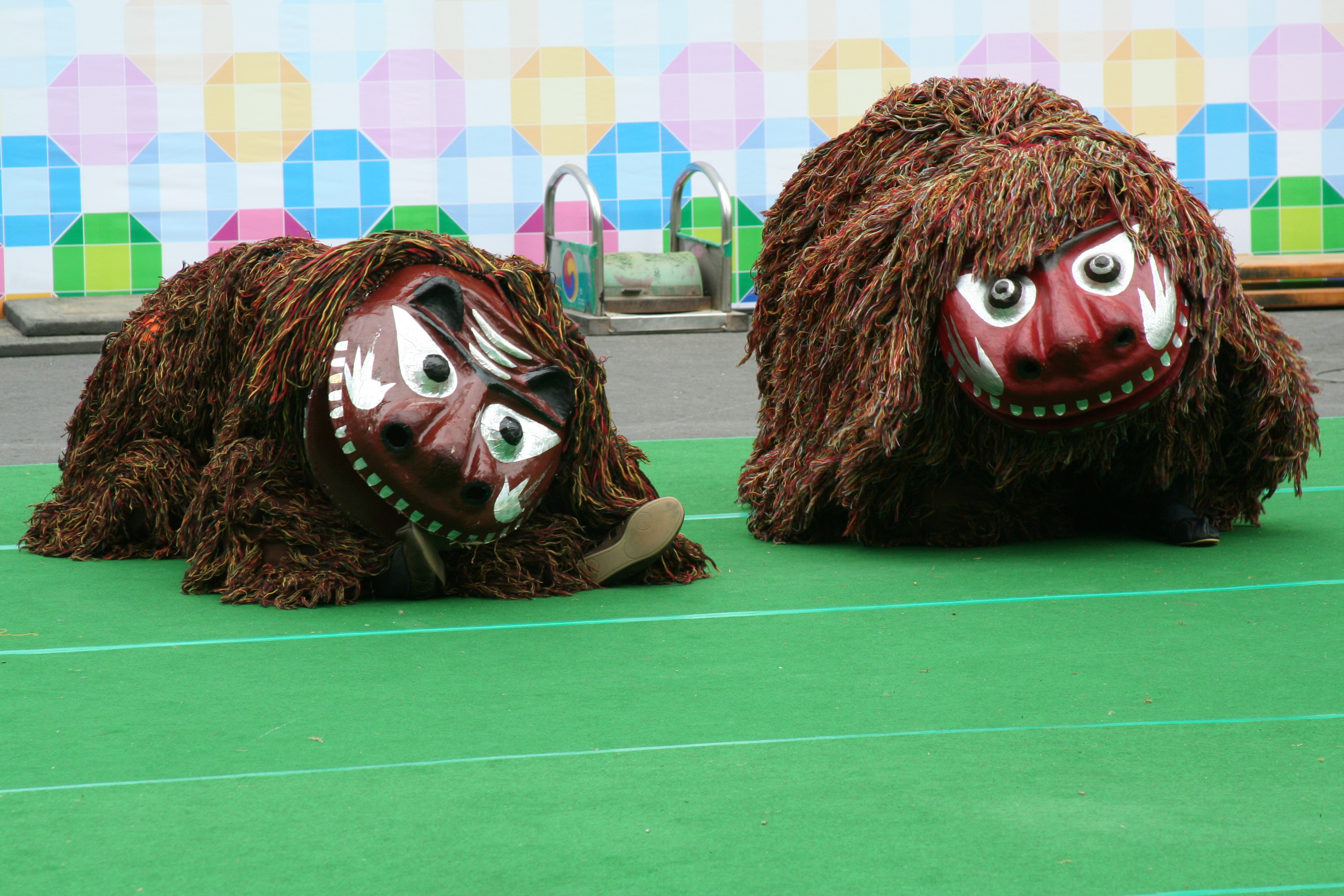
韓國北青舞獅

舞獅在韓國歷史文獻《三國史記》中被記載為「狻猊舞」（狻猊是古代對獅子的稱呼）。在韓國，主要有兩種舞獅傳統保存至今：「假面戲舞獅」及「北青舞獅」。

### 假面戲舞獅（사자춤）
舞獅表演是傳統假面舞劇其中的一部分，假面舞曾經是韓國宮廷表演。「狻猊舞」由兩個舞者操縱一頭獅子，嘴巴會伸出舌頭與其他表演者交流。著名的假面舞獅有「銀率假面舞」、「鳳山假面舞」、「水營夜遊」、「統營五廣大」等。當中銀率假面舞被南韓政府指定為國家非物質文化遺產第61號。

### 北青舞獅（북청사자놀음)
是農曆新年驅邪除魔，祈求村莊平安的儀式，後來發展成農曆正月十四日晚的慶祝活動。表演時從各家募集的金錢和穀物，會用於村內公共事業及獅子表演的運作費用。當地民俗認為，讓孩子騎在獅子背上可保長壽，此外，剪下一小撮獅子毛可帶來好運。這傳統起源可追溯至韓國三國時代。在韓國北青郡自古傳承，朝鮮戰爭時期，北青郡的舞者努力保護此傳統，並帶到南部，1950年韓戰後，南遷的藝人將此表演帶至首爾，如今以首爾為中心繼續傳承。被指定為韓國重要非物質文化遺產第15號。
北青獅子表演從農曆正月十四日夜晚開始，持續至十五日凌晨，隨後參與者會在書堂（서당）與都廳（마을公會堂）聚集，準備酒食宴飲。從正月十六日開始，獅子表演隊伍會依邀請前往各家表演。表演者成群結隊巡遊村莊，每到一戶人家，會進行獅子舞表演，向灶神及祖靈祭拜。
傳統北青獅子戲的主要表演流程：
1. 「哀怨之舞（애원성）」：伴隨洞簫、長鼓、小鼓、大鼓、鑼等樂器演奏，戴著面具的「丑生（꺾쇠）」先帶著「兩班（貴族）」登場。
2. 「庭院之舞（마당놀이）」：兩班進入庭院，召喚舞童（무동）、女藝人（사당）、佝僂舞者（꼽새）進行集體舞蹈，營造熱鬧氛圍。
3. 「獅子之舞（사자춤）」：由獅子使者召喚，獅子登場，獅子進行各種高難度舞步後倒地不起，兩班誦唸般若心經，但獅子仍無反應，於是由醫生施針救治。丑生餵食兔子給獅子，獅子恢復體力，隨著韓國傳統節奏（굿거리장단）開始舞動。兩班欣喜，召喚另一隻獅子一起跳舞，並與其他和尚舞者共同演出，最終以全體大合舞與「新高山謠（신고산타령）」結束表演。

然而，現代的表演多增加了遊行、刀舞、舞童舞、駝背舞、說唱對話、祭靈舞等內容，並可根據情況調整順序。

## 越南舞獅

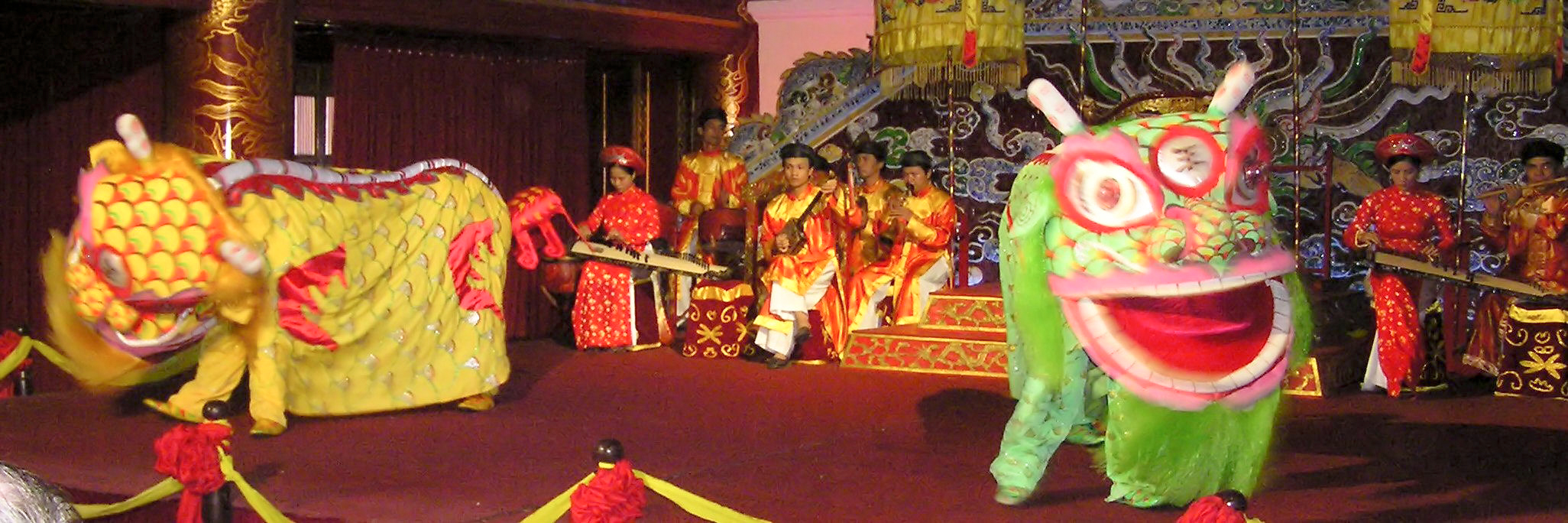
越南舞獅表演於順化的睿哲堂

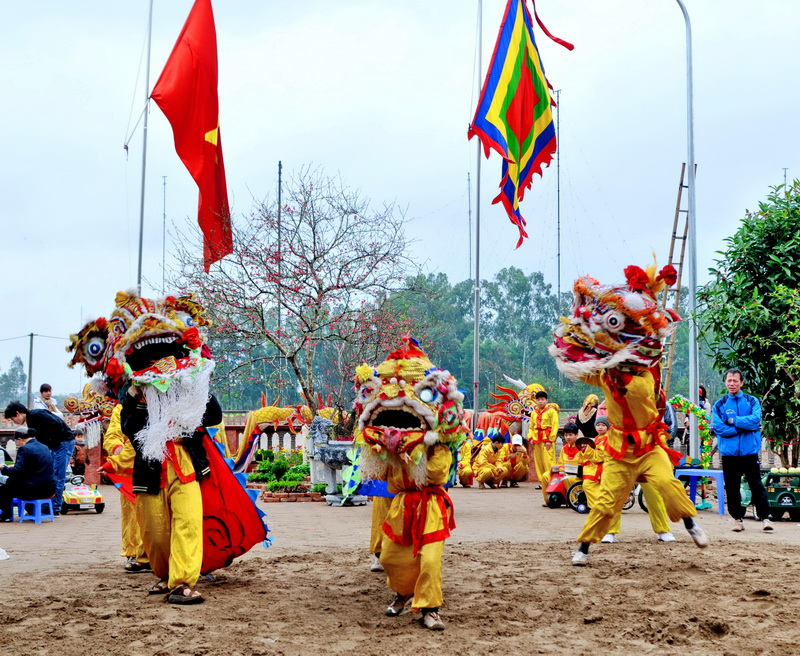
越南河內三丘村節慶中的舞獅

越南漢喃文稱作「𦨂獅子」(Múa sư tử)，源自越南神話中的麒麟獅(kỳ lân)，這與中國神話的麒麟相似。越南舞獅的造型鮮豔，獅頭設計模仿中國的南獅，但頭頂有「王」字及一對麒麟角，獅頭和獅身都有麒麟的鱗片圖案。在表演上與中國的南獅都有所區別，例如越南少數民族 Tày 和 Nùng 的舞獅，是一種宮廷版本的舞蹈，會在順化皇家宮殿內的睿哲堂劇院上演，而且有時會加入舞老虎表演。
越南舞獅主要在傳統節日中表演，如農曆新年（Tết Nguyên Đán）和中秋節（Tết Trung Thu），以及其他場合，如開業、生日和婚禮等。舞蹈通常伴隨著武術家和雜技表演。「𦨂獅子」的一個特色是引舞尊者「Ông Địa」，即土地神，他通常被描繪成一位大肚子、廣泛微笑的男子，手持一把棕櫚葉扇，造型類似中國的大頭佛。根據民間信仰，這位心地善良的神有召喚吉祥麒麟獅的能力，因此在舞蹈中，他領頭為麒麟獅清理道路。

## 藏族雪獅舞

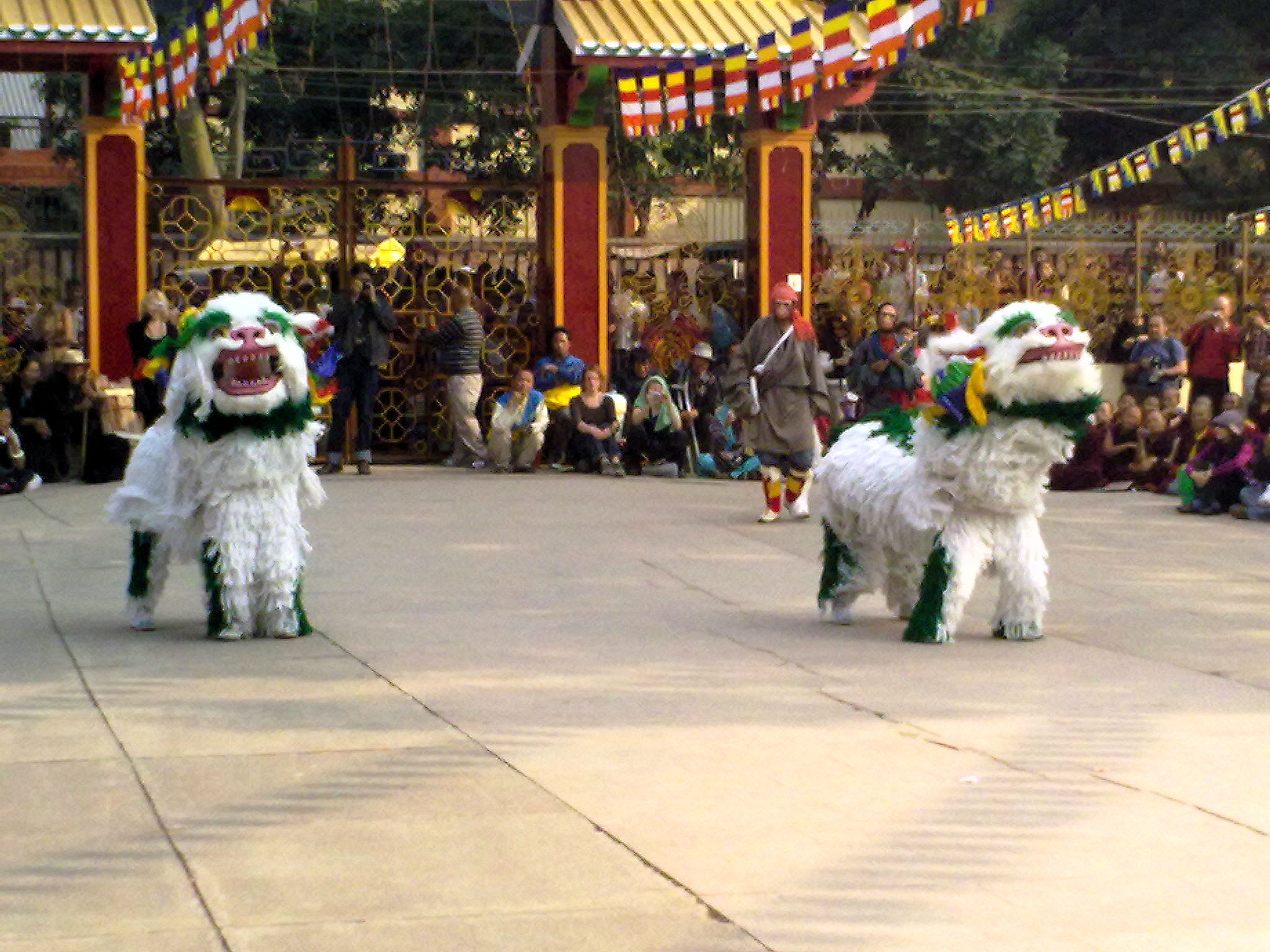
藏族雪獅舞

雪獅舞是盛行於青海省藏族地區的儀式表演，通常會在各種節慶中表演，例如跳神舞節慶和藏曆新年。一般表演時一隻雪獅由兩名藏族武士舞動，並有兩名戴著面具的引獅童在傍邊舞動。雪獅被藏族人所崇拜，這種舞蹈同樣可以在藏族流亡社群中及喜馬拉雅山地區的其他民族見到，例如尼泊爾、不丹、印度阿魯納恰爾邦的門巴族，以及錫金。
舞雪獅是藏傳佛教的吉祥象徵，同時也代表著西藏的雪山與冰川帶來的力量、勇氣、無畏與喜悅。在西藏，雪獅一般擁有綠色的鬃毛與流蘇，而在錫金，雪獅的鬃毛則是藍色。雪獅舞的藏文稱為 སེང་གེ་གར་འཆམ（Senggeh Garcham），名稱中的「Senggeh」源自梵語的「सिंह」（雪獅子），而「Garcham」則指的是佛教的儀式舞蹈。雪獅舞可以作為苯教僧侶進行的宗教儀式舞蹈，也可以作為世俗非教徒的舞蹈表演。

## 馬來西亞舞獅與高樁舞獅

### 歷史與發展

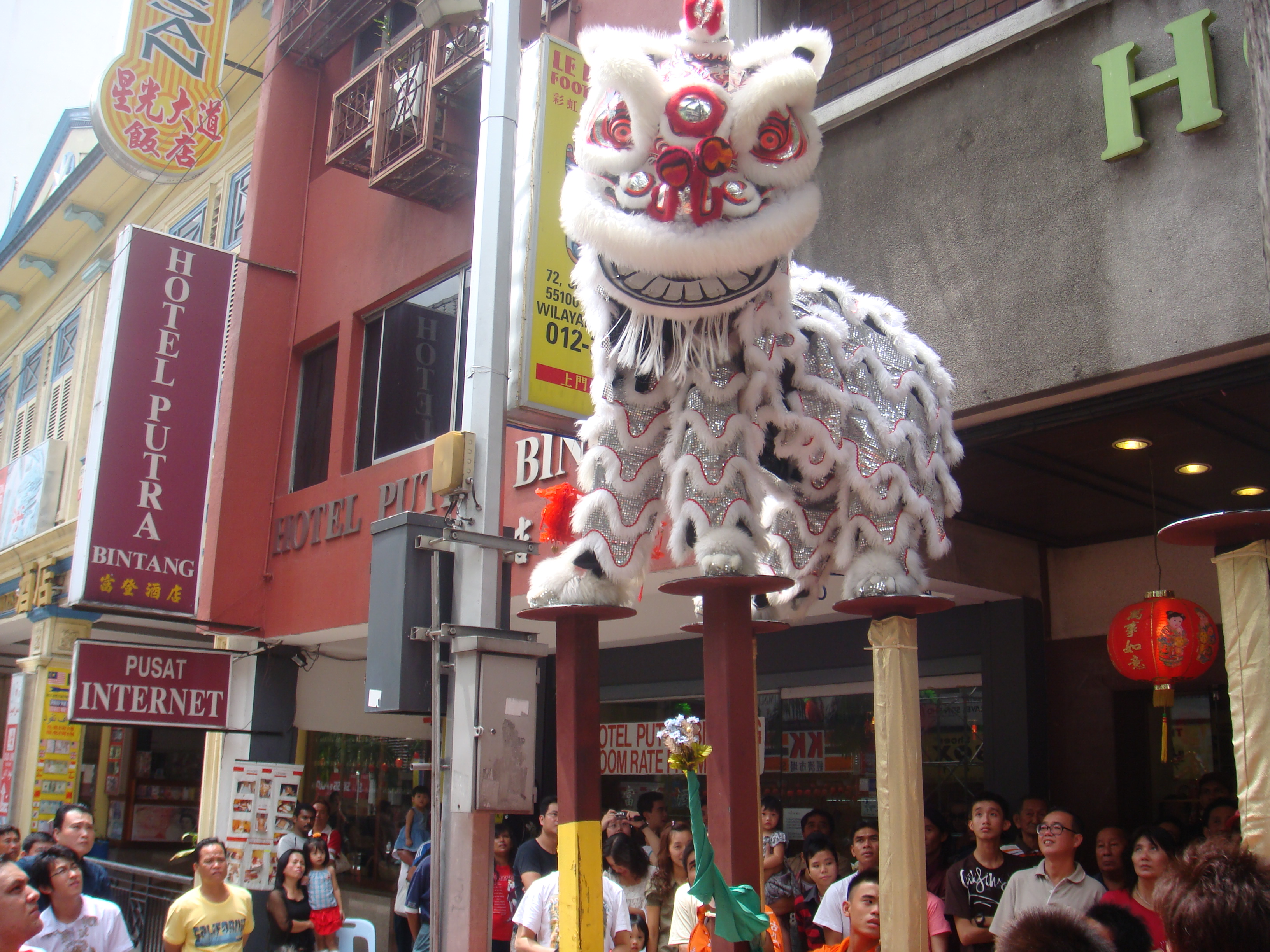
于馬來西亞表演中的舞獅

舞獅來到現代取得耀眼的發展，尤其在華裔佔據總人口約23%的馬來西亞。舞獅傳入馬來西亞有百餘年的記載，從1980年代起，本地獅藝前輩發起組織總會，匯集各路獅藝豪傑，研製比賽規則，同時首開先河，自創高樁舞獅，傳揚四海，成為現今全球舞獅團體的主要學習技藝。
雪隆龍獅聯合會在1983年首創舞獅比賽后，大馬獅藝活動漸漸蓬勃。大馬舞獅各地舞獅比賽數目從1970年代的不超過10場，到目前超過百場大大小小的比賽，獅藝發展可見一斑。
1983年的马来西亚吉隆坡舞獅觀摩赛首次推出木椿舞獅表演,也是高椿舞獅的原形.
出生于首都吉隆坡的蕭斐弘改良和標準化高樁舞獅，讓舞獅表演從平面二維移動模式，擴展至三維移動，最大化舞獅表演空閒，展現出獅的活躍與敏捷。
蕭斐弘在2009年星洲日報的訪問说過他不敢说他是高椿舞獅的創始人，但他有承認他在推動高樁舞獅给全世界的方面是有貢獻。
蕭斐弘在70年代開始參與獅隊，並在1992年因與麻坡關聖宮領導層理念相同，決定與一群志同道合的幕後推手，把將馬來西亞本土獨特的高樁舞獅文化發揚光大，容納國内多元民族參與，推向國際舞台。由此，高樁舞獅除了成爲馬來西亞國產文化名牌，也充分展現出華人文化道地化爲國族文化的例子。蕭斐弘在2009年被提名為國家文化人物，這是續繼陳徽崇和沈慕羽後，第三名享有這項殊榮的大馬華裔。

### 世界獅王與國際影響力
雲頂世界獅王爭霸賽（Genting World Lion Dance Championship）是由馬來西亞雲頂娛樂城和雪隆龍獅聯合總會聯合主辦。自1994年開辦，每兩年舉行一次的世界性醒獅大賽。每一屆都吸引了來自世界各地好手前來競賽。
關聖宮獅隊在國內外獅賽榮獲多次冠軍，有世界獅王的美譽。2015年11月1日，該隊在雪蘭莪州首府莎阿南市IDCC會展中心開幕儀式上以120米“高樁舞獅”表演，創造了世界最長高樁舞獅記錄，並已獲得吉尼斯世界紀錄總部確認。

### 從民間到校園
關聖宮獅隊隨後系統化教材，向全球推廣馬來西亞高樁舞獅技術，在2010年成立國際關聖宮同盟會，會員獅團遍佈東南亞、中國大陸、香港、澳門、臺灣、美國、加拿大、德國、澳洲等地。
馬來西亞政府於2007年，宣佈高樁舞獅為「國家文物遺產」，鼓勵及表揚國內的文化活動。 大馬多個國内組織積極申請高樁舞獅列入聯合國非物質文化遺產之列，包括麻坡關聖宮龍獅團，如今已在全球包括美國、英國、中國與菲律賓等國，取得百萬個簽名聯署。此外，檳威華團聯誼會於2018年8月14日舉辦活動，推動大馬高樁舞獅申請列入聯合國非物質文化遺產名單。
马来西亚舞狮也不局限于成人，包括中学及小学都有醒狮团
在2024年8月马来西亚善福宫文化局举办了“第一届善福宫盃校际传统狮王赛”，是第一届完全面对中小学醒狮团的比赛
而在2024年9月北干那那谢港龙獅体育会所举办的“北干那那传统獅艺观摩赛”中来自柔佛州峇株巴辖的华仁中学醒狮团更是包揽了第一第二名。

## 獅頭製作
醒獅的獅頭以竹、藤、紙、綢、布、毛等材料製成，製作過程主要分成扎（扎胚）、撲（撲紙）、畫（畫色）、裝（裝飾）四項工序。
1. 扎：用晾乾的竹篾或藤條扎出獅頭的框架；
2. 撲：把紗紙或綢撲在框架上面；
3. 畫：使用顏料畫上顏色；
4. 裝：用絨毛裝飾獅頭。

## 流行文化
二十世紀中後期，通過諸如香港邵氏電影「南北獅王」、少林小子、黃飛鴻等電影，以及舞獅的國際化而逐漸扭轉其形勢。不少香港、臺灣學校的傳統文化課程。

### 列入北京奧運項目
2004年，國際龍獅總會第一副主席、馬來西亞龍獅總會總會長梁溧棠受記者訪問時稱，該會正努力爭取72個國家的代表認同將舞獅列入2008年的北京奧運項目，該會在2004年4月19日為止已經獲得36個國家的支持。
國際龍獅總會的總會長張發強也擔任2008年北京奧運會組委會副主席。
在原神的活動中，角色嘉明的人設也採用了廣東的醒獅。

### 電影
- 1977年《少林小子》，郭南宏執導
- 1984年《少林小子》，張鑫炎執導
- 1986年《南北少林》
- 1992年《黃飛鴻之三：獅王爭霸》
- 2012年韓國組合Big Bang音樂片《Fantastic Baby》
- 2014年《鐵獅玉玲瓏》
- 2014年《狮神决战》（新加坡）
- 2014年《大舞獅一关聖宫》（马来西亚）
- 2021年《雄狮少年》